# Stomiidae
Dragons à écailles
Famille
Les Stomiidae (Stomiidés en français), communément appelés Dragons à écailles, sont une famille de poissons téléostéens vivant dans les abysses.

## Liste des sous-familles

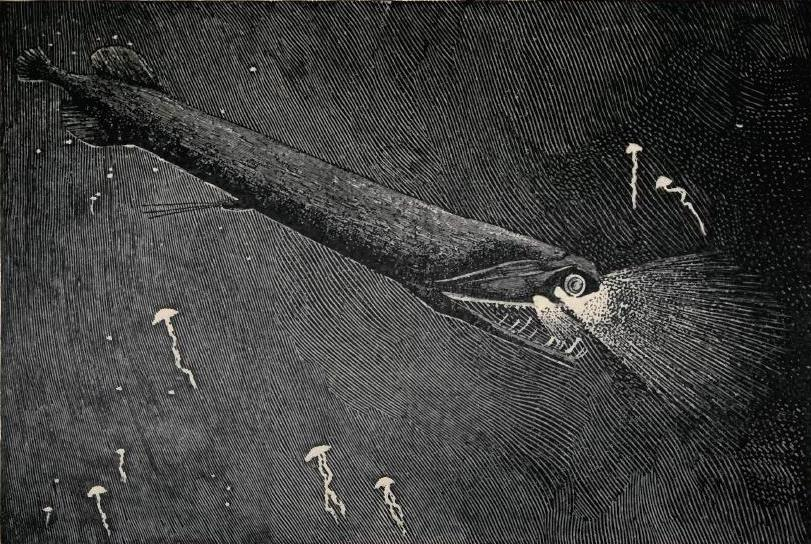
Dessin de Malacosteus niger en chasse.

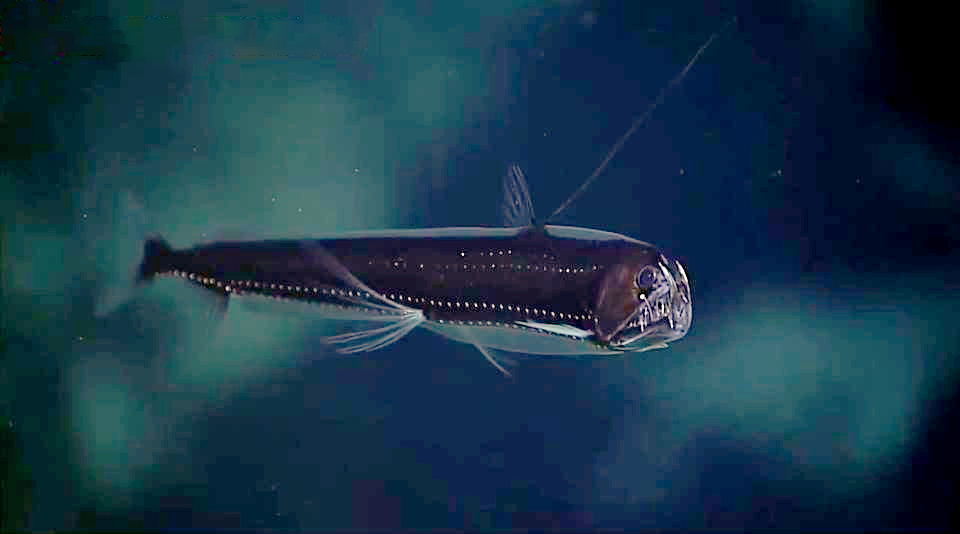
Un Chauliodus observé dans les abysses au large des îles Samoa (expédition Okeanos Explorer).

Selon ITIS (6 mars 2014) & World Register of Marine Species (6 mars 2014) :
- sous-famille Astronesthinae
- sous-famille Chauliodontinae
- sous-famille Idiacanthinae
- sous-famille Malacosteinae
- sous-famille Melanostomiinae
- sous-famille Stomiinae

## Liste des genres
| Selon ITIS (6 mars 2014) : - sous-famille Astronesthinae - genre Astronesthes Richardson, 1845 - genre Borostomias Regan, 1908 - genre Eupogonesthes Parin & Borodulina, 1993 - genre Heterophotus Regan & Trewavas, 1929 - genre Neonesthes Regan & Trewavas, 1929 - genre Rhadinesthes Regan & Trewavas, 1929 - sous-famille Chauliodontinae - genre Chauliodus Bloch & Schneider, 1801 - sous-famille Idiacanthinae - genre Idiacanthus Peters, 1877 - sous-famille Malacosteinae - genre Aristostomias Zugmayer, 1913 - genre Malacosteus Ayres, 1848 - genre Photostomias Collett, 1889 - sous-famille Melanostomiinae - genre Bathophilus Giglioli, 1882 - genre Chirostomias Regan & Trewavas, 1930 - genre Diplostomias Kotthaus, 1967 - genre Echiostoma Lowe, 1843 - genre Eustomias Vaillant in Filhol, 1884 - genre Flagellostomias Parr, 1927 - genre Grammatostomias Goode & Bean, 1896 - genre Leptostomias Gilbert, 1905 - genre Melanostomias Brauer, 1902 - genre Odontostomias Norman, 1930 - genre Opostomias Günther, 1887 - genre Parabathophilus Matallanas, 1984 - genre Photonectes Günther, 1887 - genre Tactostoma Bolin, 1939 - genre Thysanactis Regan & Trewavas, 1930 - genre Trigonolampa Regan & Trewavas, 1930 - genre Bathysphaera Beebe, 1932 - genre Pachystomias Günther, 1887 - sous-famille Stomiinae - genre Stomias Cuvier, 1816 | Selon World Register of Marine Species (6 mars 2014) : - genre Aristostomias - genre Astronesthes Richardson, 1845 - genre Bathophilus - genre Borostomias Regan, 1908 - genre Chauliodus - genre Chirostomias Regan & Trewavas, 1930 - genre Echiostoma Lowe, 1843 - genre Eupogonesthes - genre Eustomias Filhol, 1884 - genre Flagellostomias Parr, 1927 - genre Grammatostomias Goode & Bean, 1895 - genre Heterophotus Regan & Trewavas, 1929 - genre Idiacanthus - genre Leptostomias Gilbert, 1905 - genre Malacosteus Ayres, 1848 - genre Melanostomias Brauer, 1902 - genre Neonesthes Regan & Trewavas, 1929 - genre Odontostomias - genre Opostomias - genre Pachystomias Günther, 1887 - genre Parabathophilus Matallanas, 1984 - genre Photonectes Günther, 1887 - genre Photostomias Collett, 1889 - genre Rhadinesthes Regan & Trewavas, 1929 - genre Stomias Cuvier, 1816 - genre Tactostoma Bolin, 1939 - genre Thysanactis - genre Trigonolampa Regan & Trewavas, 1930 |

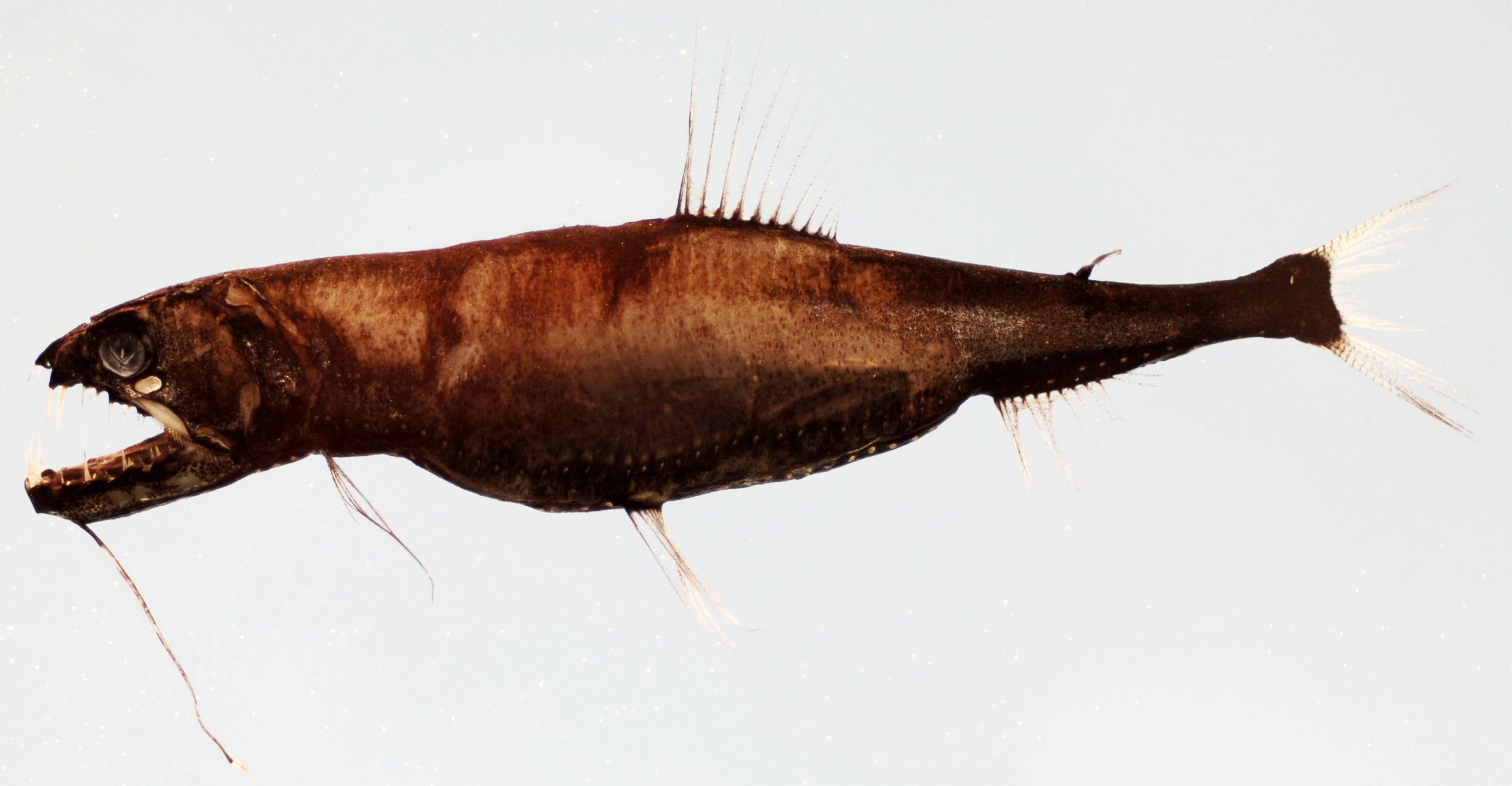
Astronesthes similus.
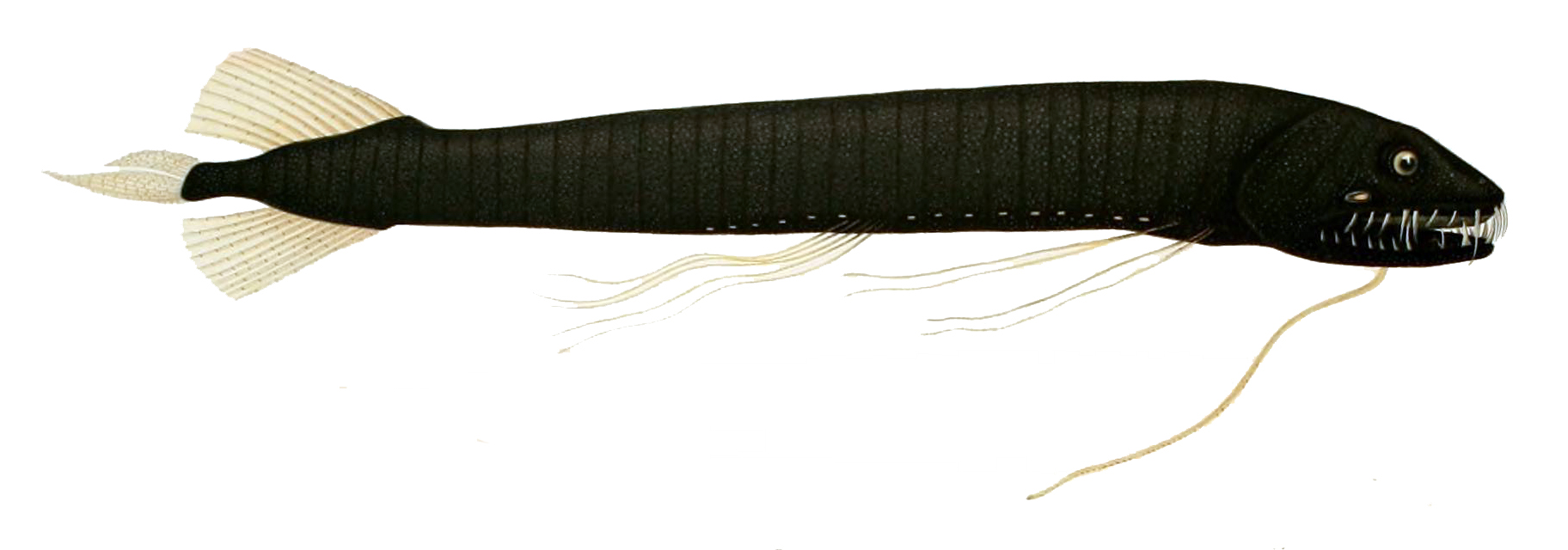
Bathophilus vaillanti.
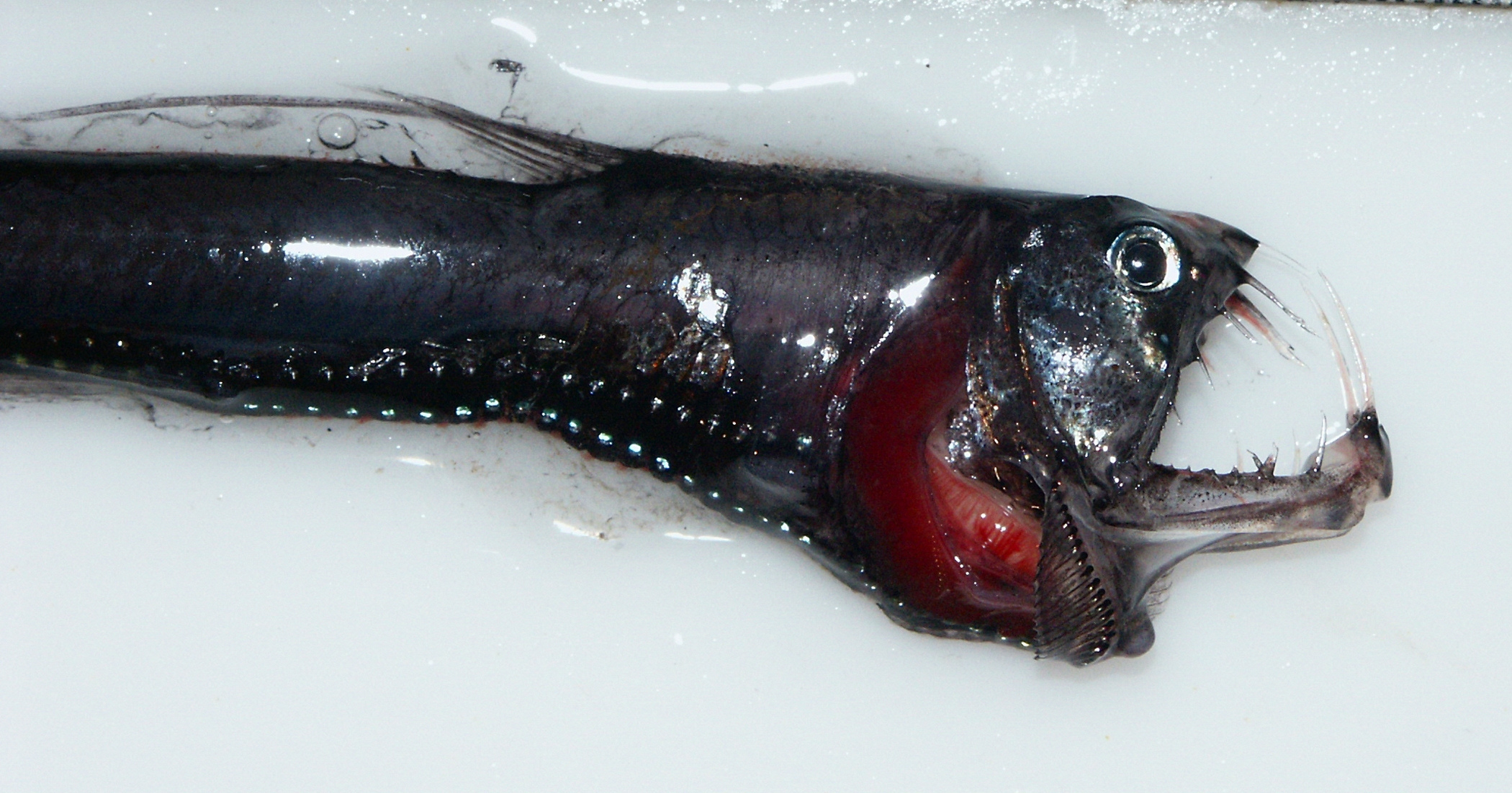
Chauliodus macouni.
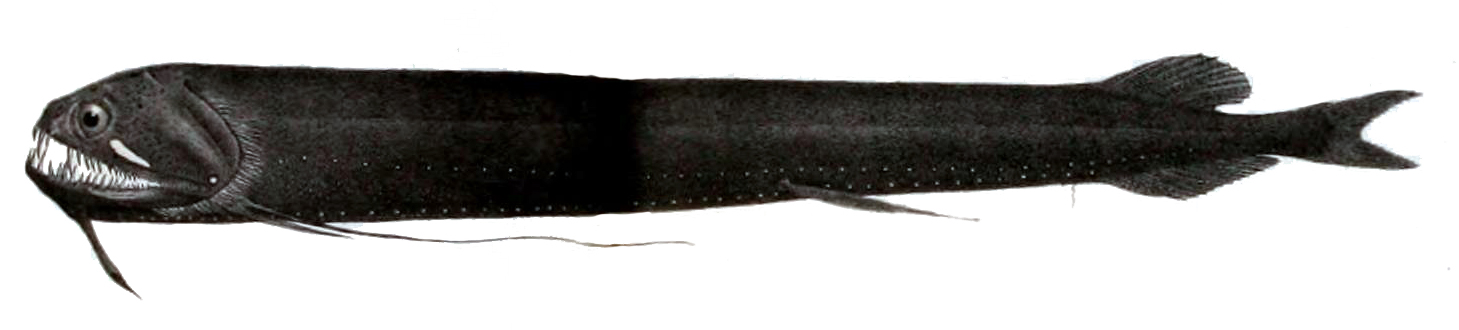
Echiostoma barbatum.
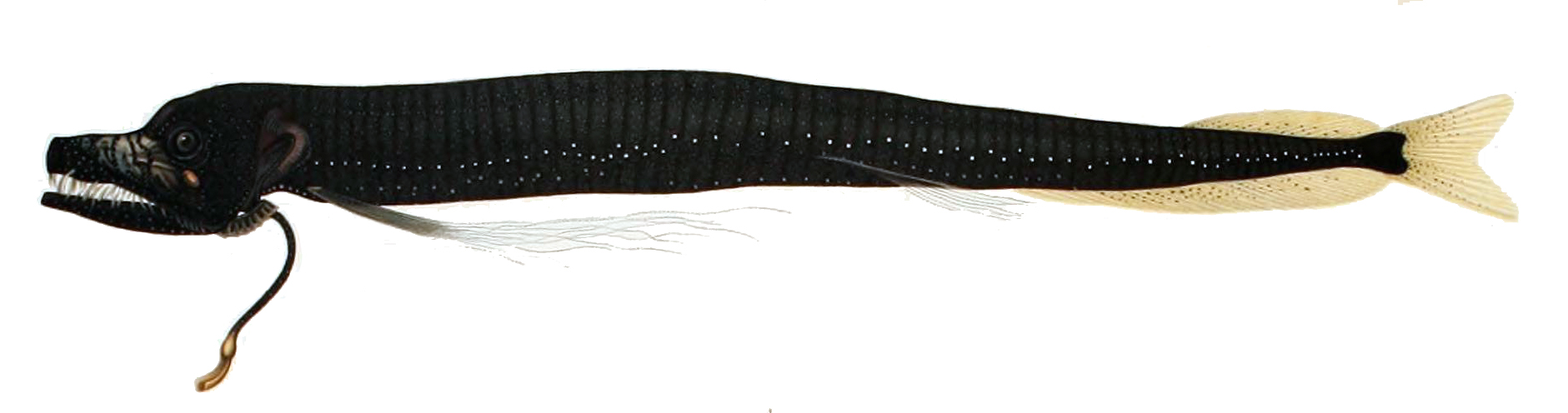
Eustomias braueri.
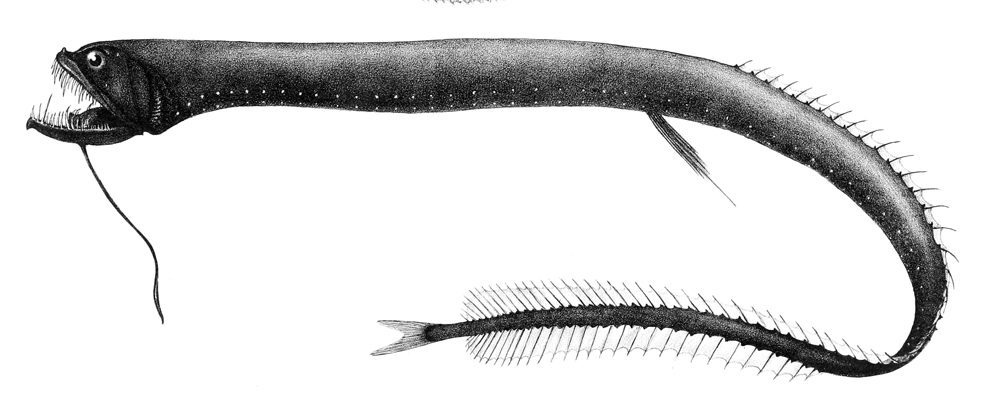
Idiacanthus atlanticus.
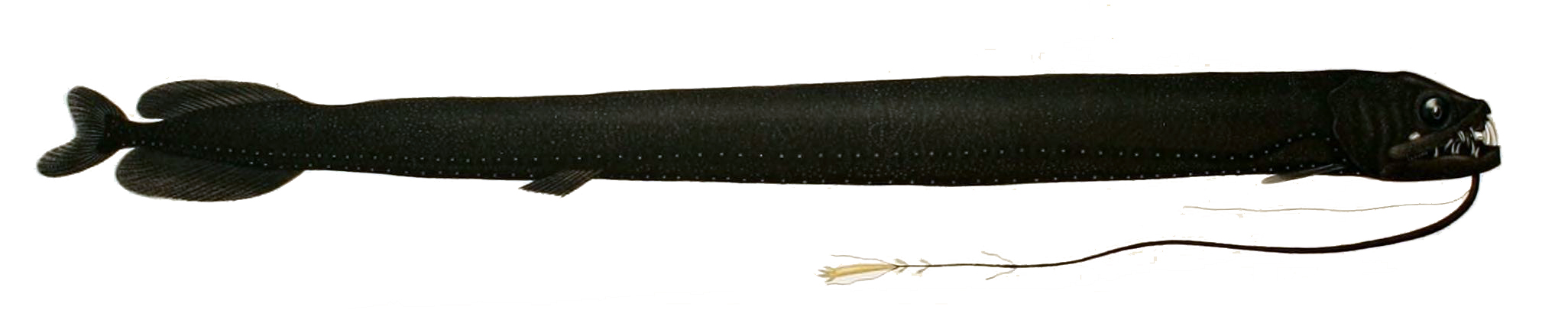
Nematostomias gladiator.
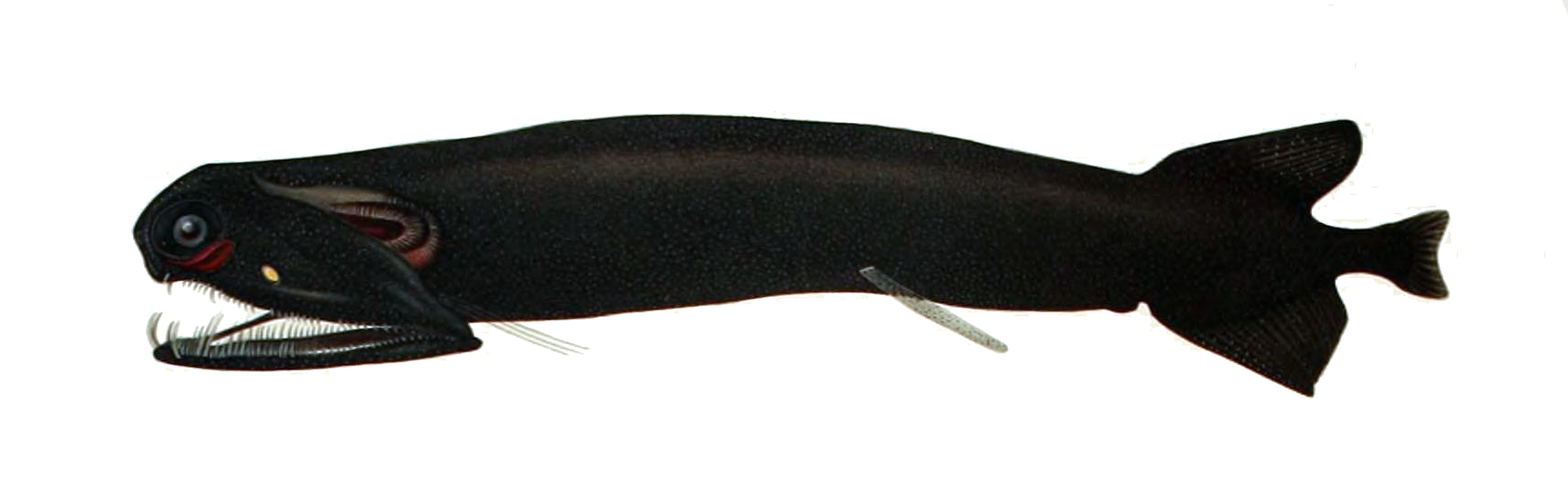
Malacosteus niger.
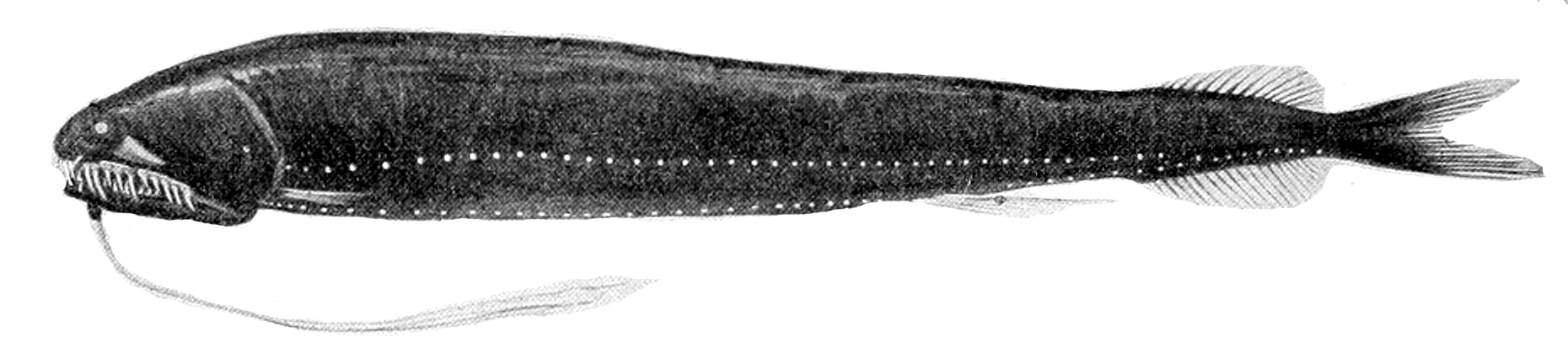
Melanostomias melanops.
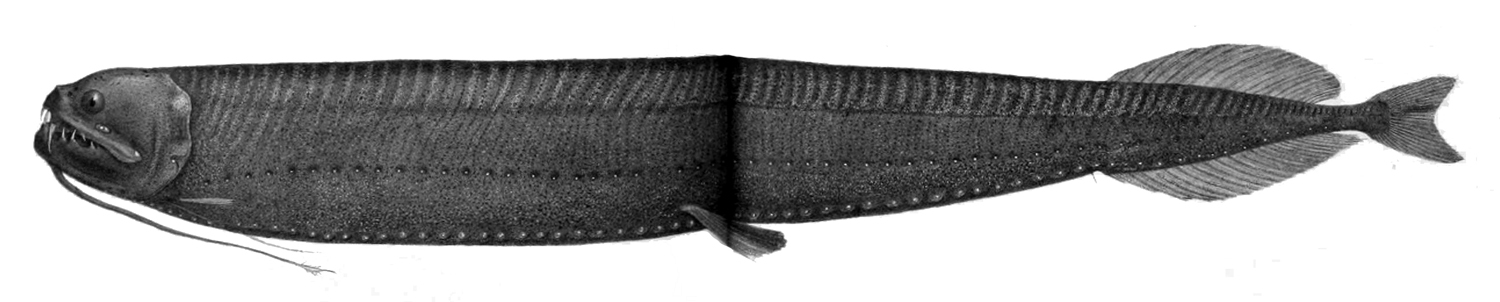
Opostomias micripnus.
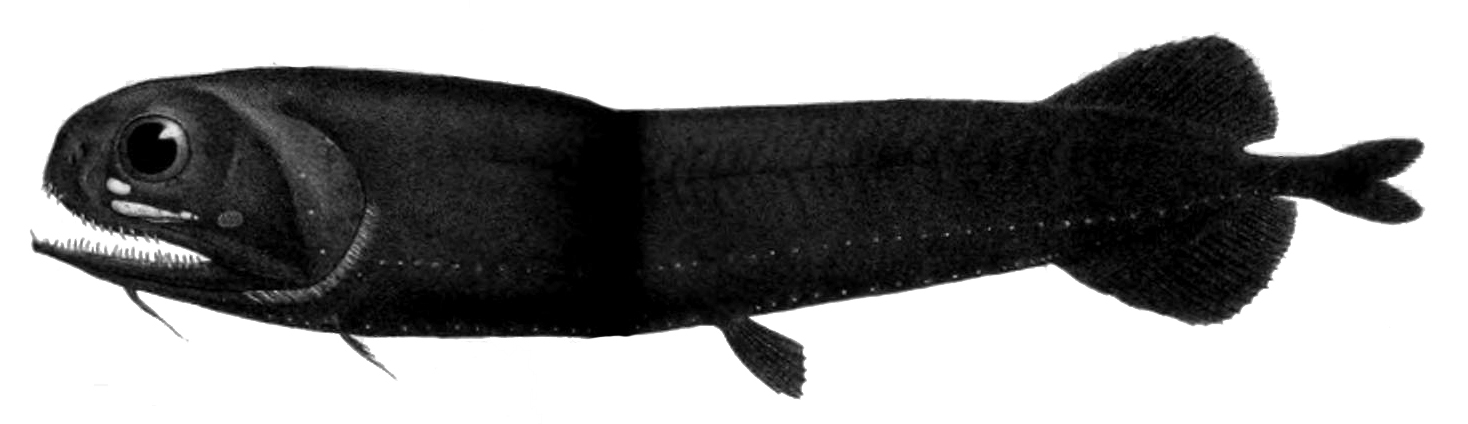
Pachystomias microdon.
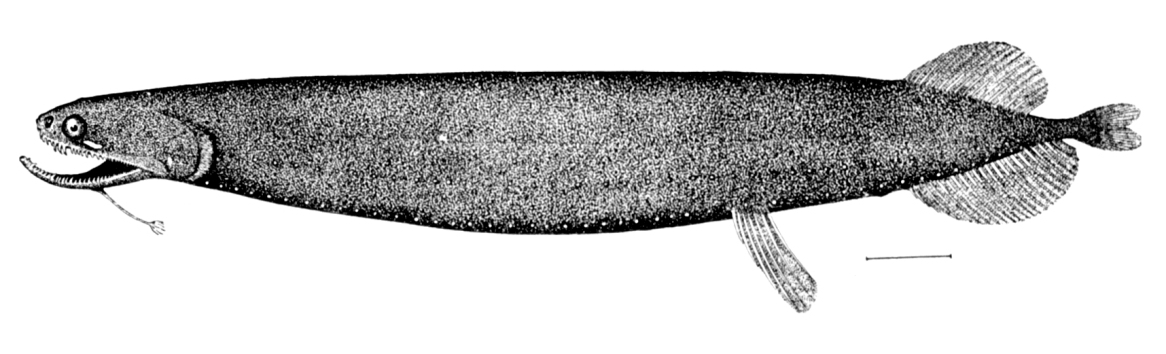
Photonectes margarita.
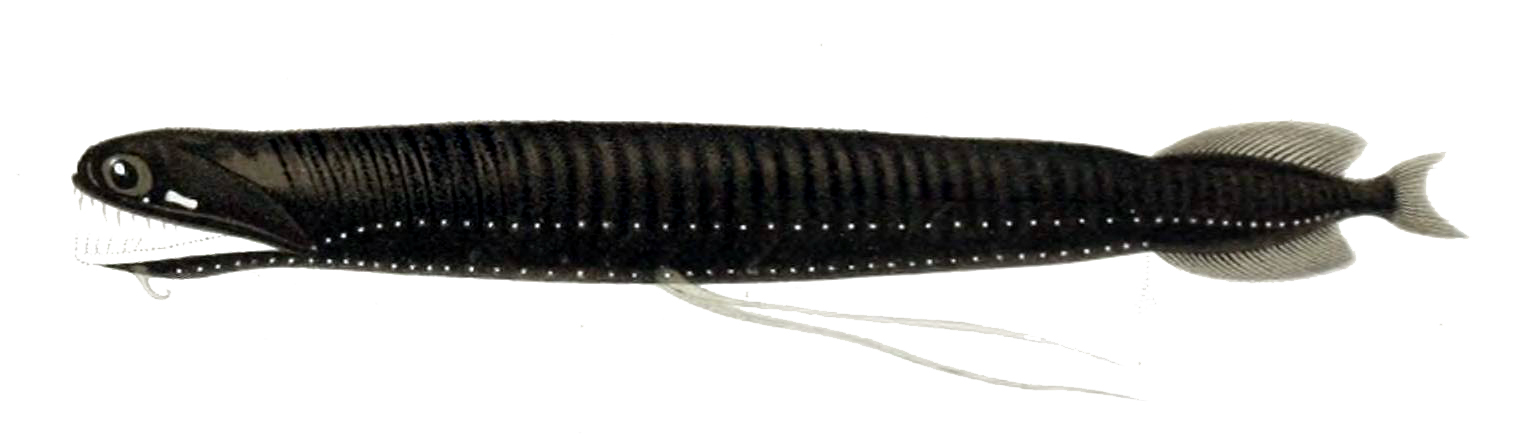
Photostomias guernei.
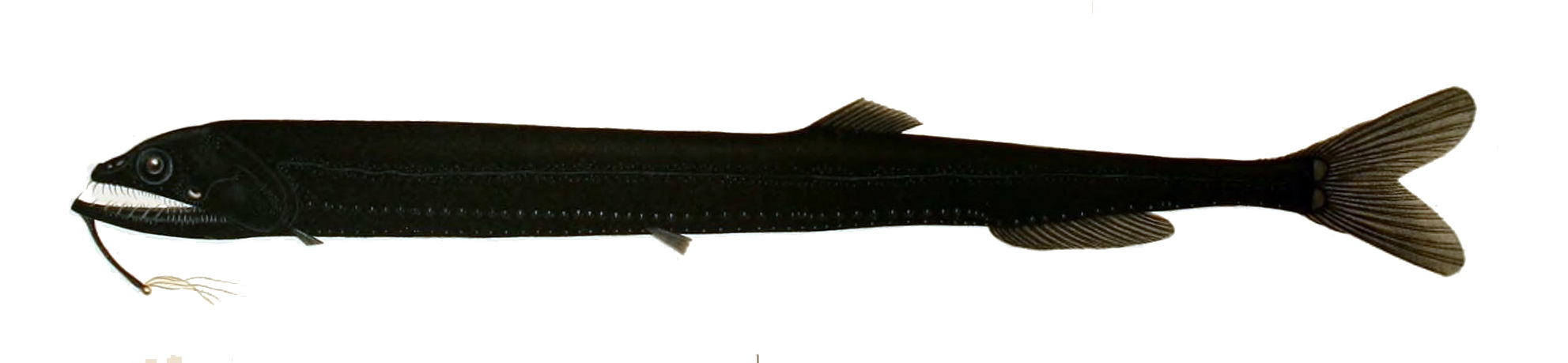
Rhadinesthes decimus.
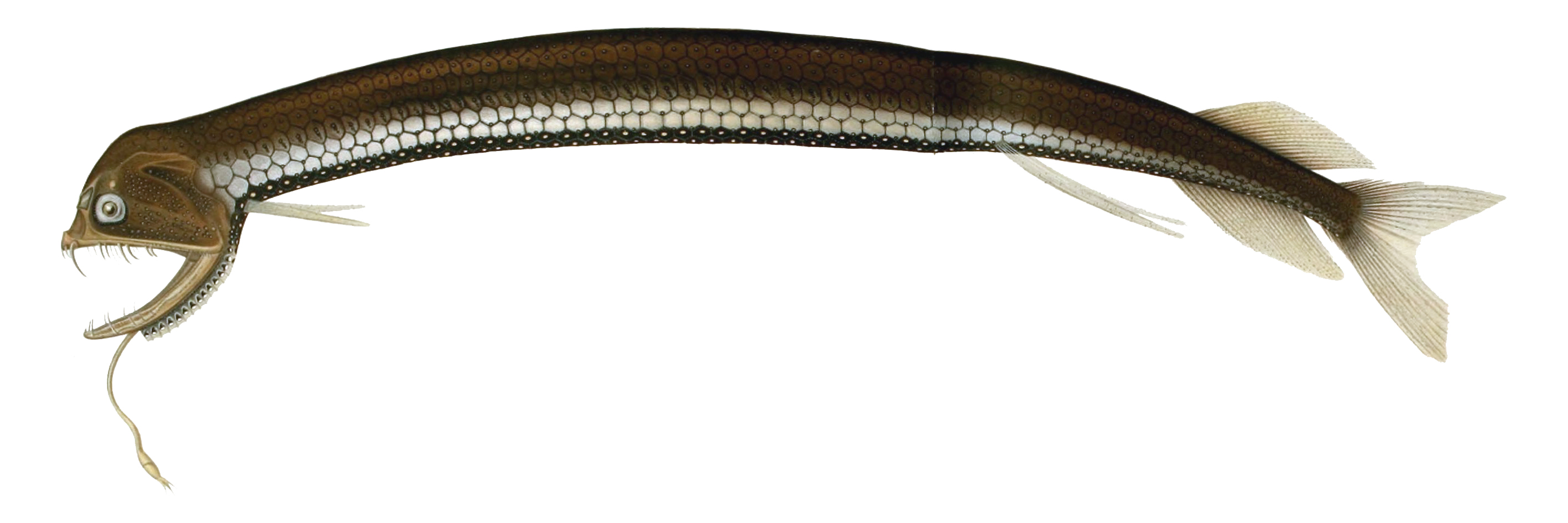
Stomias boa.